# Фипперов
Фипперов (нем. Vipperow) — община в Германии, в земле Мекленбург-Передняя Померания.
Входит в состав района Мюриц. Подчиняется управлению Рёбель-Мюриц. Население составляет 441 человек (на 31 декабря 2010 года). Занимает площадь 20,18 км².